# Bandera de San Pedro y Miquelón
La bandera de San Pedro y Miquelón, territorio francés situado en América del Norte, que se usa oficialmente es la misma que la del país al que pertenece, la bandera francesa.

## Bandera no oficial
Desde 1982 existe una bandera de uso local en la que figura un navío amarillo o dorado que representa a la nave Grande Hermine en la que llegó Jacques Cartier a la isla de San Pedro el 15 de junio de 1535. La nave está colocada sobre un fondo azul que representa el cielo y las aguas del mar. En el lado más próximo al mástil, figura una franja vertical en la que aparecen representadas, mostrando el origen de la mayor parte de la población de las islas, la bandera del País Vasco (ikurriña) y los símbolos heráldicos de Bretaña y Normandía: Un campo de armiño, en el caso de Bretaña, y otro de gules o rojo en el que aparecen representados dos leones pasantes de oro, por Normandía.